# Mesambria ferrugata
Mesambria ferrugata är en insektsart som beskrevs av Brancsik 1893. Mesambria ferrugata ingår i släktet Mesambria och familjen gräshoppor. Inga underarter finns listade i Catalogue of Life.